# La Caoba
La Caoba es el apodo con el que se conocía a una prostituta andaluza de Madrid adicta a la cocaína en los años veinte.  Se hizo públicamente conocida cuando fue detenida en 1924 por tráfico de drogas para luego ser puesta en libertad por orden directa del dictador  Miguel Primo de Rivera, con el que mantenía relaciones.

## El escándalo
A comienzos de los años veinte, se desató en España una gran campaña mediática y política destinada a acabar con el consumo de cocaína y morfina, asociado al mundo nocturno de los cabarets y music halls que proliferaban en ciudades como Madrid, Barcelona o Valencia. 
Cuando La Caoba fue detenida, Primo de Rivera se entrevistó con el juez que la procesaba (el magistrado Prendes Pando) para exigir su puesta en libertad, a lo cual Pando se negó alegando cumplimiento del deber; el asunto se saldó con la destitución del juez Pando y del presidente del Tribunal Supremo, Buenaventura Muñoz Rodríguez, cuando intentó proteger a su compañero de profesión.
El conocimiento de estos hechos por parte de la ciudadanía desató una gran polémica sobre el dictador, criticado por los círculos intelectuales de la capital de los que cabe destacar personajes como Miguel de Unamuno y Rodrigo Soriano, miembros notables del Ateneo de Madrid.
Poco después Unamuno y Soriano serían enviados al exilio en Fuerteventura y el Ateneo, considerado ya un centro disidente, sería clausurado.
Posteriormente y en relación con el suceso, en 1925 Unamuno escribiría el poemario "De Fuerteventura a París: diario íntimo de confinamiento y destierro" donde menciona brevemente este escándalo:
"Famoso se hizo el caso de la ramera, vendedora de drogas prohibidas por la ley y conocida por La Caoba, a la que un juez de Madrid hizo detener para registrar su casa y el Dictador le obligó a que la soltase y renunciara a procesarla por salir fiador de ella.
Cuando el caso se hizo público y el Rey, según parece, le llamó sobre ello la atención, se le revolvió la ingénita botara tería, perdió los estribos — no la cabeza, que no la tiene — y procedió contra el juez tratando de defenderse en unas notas en que se declaraba protector de las jóvenes alegres.
Aquellas notas han sido uno de los baldones más bochornosos que se han echado sobre España, a la que el Dictador ha tratado como a otra ramera de las que ha conocido en los burdeles. Se ha complacido en mostrar sus vergüenzas y en sobárselas delante de ella. "